# Wandthoff

Wappen derer von Wanthoff im Wappenbuch des Westfälischen Adels

Die von Wandthoff, Wanthoff, Wandhoff, Wandthoef oder Wanthoven waren ein westfälisches und märkisches Adelsgeschlecht.

## Geschichte
Die Familie von Wandthoff lebte auf dem ehemaligen Stammhause und Rittersitz Wandthof (Wandhofen) im Kirchspiel gleichen Namens unweit von Schwerte – erstmals erwähnt in den Bürgerlisten der Stadt Dortmund: 1299 Johann de Wandhoven. 1305 wird Arnoldus de Wanthoven urkundlich erwähnt, der 1336 für die Stadt Dortmund ein Pferd stellte.
In einer Urkunde von 1357 findet man unter den Zeugen Gobel und Diederic van Wanthoven.
Gobel von Wanthoff war ein Burgmann der Landesburg Wetter und 1345 Gograf von Schwelm. Er stand im Dienste der Grafen von der Mark und war der Vater von Hermann von Wanthoff, welcher in einer Urkunde von 1397 auftaucht.
Dieser Hermann war ein angesehener Ratgeber und enger Vertrauter der Grafen von der Mark. Er war Richter zu Schwerte (1371–1373, 1391 und 1406) und Burgmann der Landesburg Wetter. 1383 erhielt er für seine herausragenden Verdienste vom Grafen von der Mark das Reichsgut Lenninghausen bei Schwerte (=Lenningsen) und 1387 vom „Junker Johann von Volmestein“ den Hof zu Haßlei im Kirchspiel Hagen zum Pfandlehen.
1388/89 nahmen Johann, der Sohn Hermann von Wanthoffs und Hermanns Halbbruder Menneken von Möllenkotten, sowie viele anderen aus der märkischen Ritterschaft an der Fehde gegen Dortmund teil.
1416 findet man Johann Wanthoff und 1435 Henrich Wanthoff.
Die Familie übernahm 1431 Haus Martfeld in Schwelm als Lehen von Graf Adolf IV. von der Mark.
Aleff (Adolph) Wandhoff (um 1430–63) und seine Ehefrau Stina teilten 1472 zu Lebzeiten das Gut Wandhofen unter ihren Kindern, so dass ihr zweiter Sohn Johann die Hälfte des Besitztums bekam und die andere Hälfte unter dem ältesten Sohn Herman (Prior zu Dütz) und den zwei Töchtern aufgeteilt wurde. 1477 zog Johann nach Livland und übertrug seinen Anteil an dem Gut seiner Schwester Margaret, welche mit dem Conrad Dorneburg gen. von der Lage verheiratet war. Dessen Tochter Margret bekam Haus Wandhofen und mit deren Heirat mit Henrich von Haus zum Haus gelangte es in deren Familienbesitz.
Elisabeth, die zweite Tochter Adolphs, heiratete den Johann Nagel zum Steinhaus. Ihre Kinder waren: Hermann, Casper (jung gestorben), Evert (ging nach Livland, † 1521/23) und Elisabeth.
1518 wird ein „Johannes Wandhoff de Swelm“ in den Universitätsmatrikel der Universität Köln benannt; 1617 ist „Conradus ab Haus Wandhofen“ Marco-Westphalen als Student der Universität Heidelberg aufgeführt.
Im 17. Jahrhundert findet man Casper Wandhoff, Herr zu Ruendael (heute: in Wuppertal-Langerfeld) und seiner Gemahlin, einer geborenen von und zu Schlebusch.
Danach ist die adlige Linie ausgestorben und besteht bis heute nur noch aus bürgerlichen Namensträgern.

## Wappen
Das Wappen zeigt in Silber drei (2:1) rote Beckenhauben (Sturmhauben oder Kesselhauben) mit roten Bändern. Auf dem gekrönten Helm mit rot-silbernen Decken eine rote Beckenhaube zwischen einem rechts silbernen, links roten offenen Flug.
Das Wappen gehört mit dem derer von Ketelhodt, von Wendt und von Hemmerde zu einer westfälischen Wappenfamilie, ohne dass ein agnatischer Zusammenhang dieser Geschlechter nachweisbar ist.